# George Foreman
George Foreman   (Marshall, 10 de gener de 1949 - Houston, 21 de març de 2025), fou un boxador estatunidenc, dos cops Campió del món de boxa en la categoria dels pesos pesants, i medallista d'or olímpic. Va ser considerat un dels millors boxadors de la història.
Els seus combats més notables al començament de la seva carrera foren el seu knockout (TKO-2) contra Joe Frazier el 1973 i la seva derrota contra Muhammad Ali (KO en 8) a The Rumble in the Jungle el 1974. Posteriorment esdevindria el boxador de més edat en esdevenir campió del món dels pesos pesants, a l'edat de 45 anys, quan va vèncer per KO (KO-10) en Michael Moorer, de 26 anys, guanyant així novament un títol que ja havia posseït 20 anys abans. Ha estat considerat com un dels 25 millors boxadors de tots els temps per la revista Ring. De malnom "Big George" posteriorment va ser un exitós home de negocis, i ministre religiós de la seva pròpia església.
Foreman va ser classificat en novena posició a la llista de la revista Ring dels "100 millors boxadors de tots els temps".